# Berbegal
Berbegal és un municipi de la comarca del Somontano de Barbastre de la província d'Osca. És situat en un turó d'uns 500m i entre els rius Cinca i Alcanadre.
La temperatura mitjana anual és de 14° i la precipitació anual, 500 mm.

## Història
- Els seus orígens són romans.
- La seva creació és conseqüència de la necessitat d'un assentament al servei de la calçada que unia les ciutats d'Ilerda i Osca.
- El 1 maig 1174 el rei Alfons II d'Aragó va donar al bisbe d'Osca les esglésies de Pertusa i Berbegal.
- El 4 abril 1258 el rei Jaume I d'Aragó va donar a Pedro Martín de Lluna la meitat de les sospites, sopars i redempció del servei militar de Berbegal.
- El 30 maig 1294 era de reialenc.
- El 6 d'octubre de 1409 el rei Martí I d'Aragó va donar a Pere de Torrelles el lloc de Berbegal, amb els seus llogarets.
- El 31 de gener de 1510 el rei Ferran II d'Aragó va confirmar la investidura feta a favor de Pere de Torrelles.

## Economia
L'economia de Berbegal, ha sofert durant els últims anys una transformació important, ja que des de sempre s'havia basat en l'agricultura i granges, (porcines i bovines), es va complementar l'activitat en el sector primari, on també és destacable la cria extensiva de bestiar oví, encara que aquesta activitat està perdent empenta, igual que l'activitat agrícola, en part a causa dels problemes que travessa aquest sector de forma general. Això ha fet que bona part de la població, es dediqui a treballar en els sectors secundari i terciari, tant dins com fora de la localitat. A causa que Berbegal encara manté un nombre de població adequat, això permet que encara subsisteixi el petit comerç, (una botiga, un bar restaurant, un estanc i un forn). També hi ha a la localitat: una empresa de construcció, dues dedicades a la instal·lació de regs, un taller mecànic i una empresa dedicada a la fabricació de peces de caldereria i ferreria en general. A més d'això, Berbegal, ofereix un polígon industrial, de recent creació, per a la instal·lació d'empreses.

## Política
| Període   | Alcalde                    | Partit |
| --------- | -------------------------- | ------ |
| 1979-1983 | Alfredo Ara Santolaria     | PSOE   |
| 1983-1987 | Alfredo Ara Santolaria     | PSOE   |
| 1987-1991 | Alfredo Ara Santolaria     | PSOE   |
| 1991-1995 | Alfredo Ara Santolaria     | PSOE   |
| 1995-1999 | Alfredo Ara Santolaria     | PSOE   |
| 1999-2003 | Miguel Angel Puyuelo Lopez | CHA    |
| 2003-2007 | Miguel Angel Puyuelo Lopez | CHA    |
| 2007-2011 | Miguel Angel Puyuelo Lopez | CHA    |
| 2011-2015 | Miguel Angel Puyuelo Lopez | CHA    |
| 2015-2019 | Jose Carlos Boned Fuentes  | PSOE   |

## Demografia
Avui dia solament queden unes 400 persones
| 1900  | 1910  | 1930 | 1940 | 1950 | 1960 | 1970 | 1981 | 1986 | 1992 | 1999 | 2005 | 2014 |
| ----- | ----- | ---- | ---- | ---- | ---- | ---- | ---- | ---- | ---- | ---- | ---- | ---- |
| 1.120 | 1.079 | 978  | 936  | 875  | 737  | 707  | 589  | 552  | 530  | 474  | 466  | 391  |

## Monuments
- Església de Santa Maria la Blanca
- Ermita de Sant Gregori
- Ermita de Santa Àgueda
- Ruïnes d'un antic edifici atribuït per la tradició a l'orde del Temple
- Font de Sant Gregori (font pública d'aigua), amb abeurador i safareig (Segle XVI)
- Trams de la calçada romana Ilerda - Osca
- Restes del poblat iber de "Les Corones "

## Festes
- Dia 12 de gener en honor de Sant Victorià
- Dia 5 de febrer en honor de Santa Àgueda
- Dissabte de Pasqua "los quintos"
- Segon cap de setmana de juliol les festes d'estiu
- Dia 9 de maig en honor de Sant Gregori

## Esports
Des de feia molts anys hi ha hagut l'equip el Club Deportivo Berbegal però ho van substituir per un camp de rugby on jugaven "Los Quebrantahuesos".
Avui dia el camp de futbol no està ocupat. També hi ha un pavelló on es pot jugar a tennis.